# Casa de Oviedo-Portal

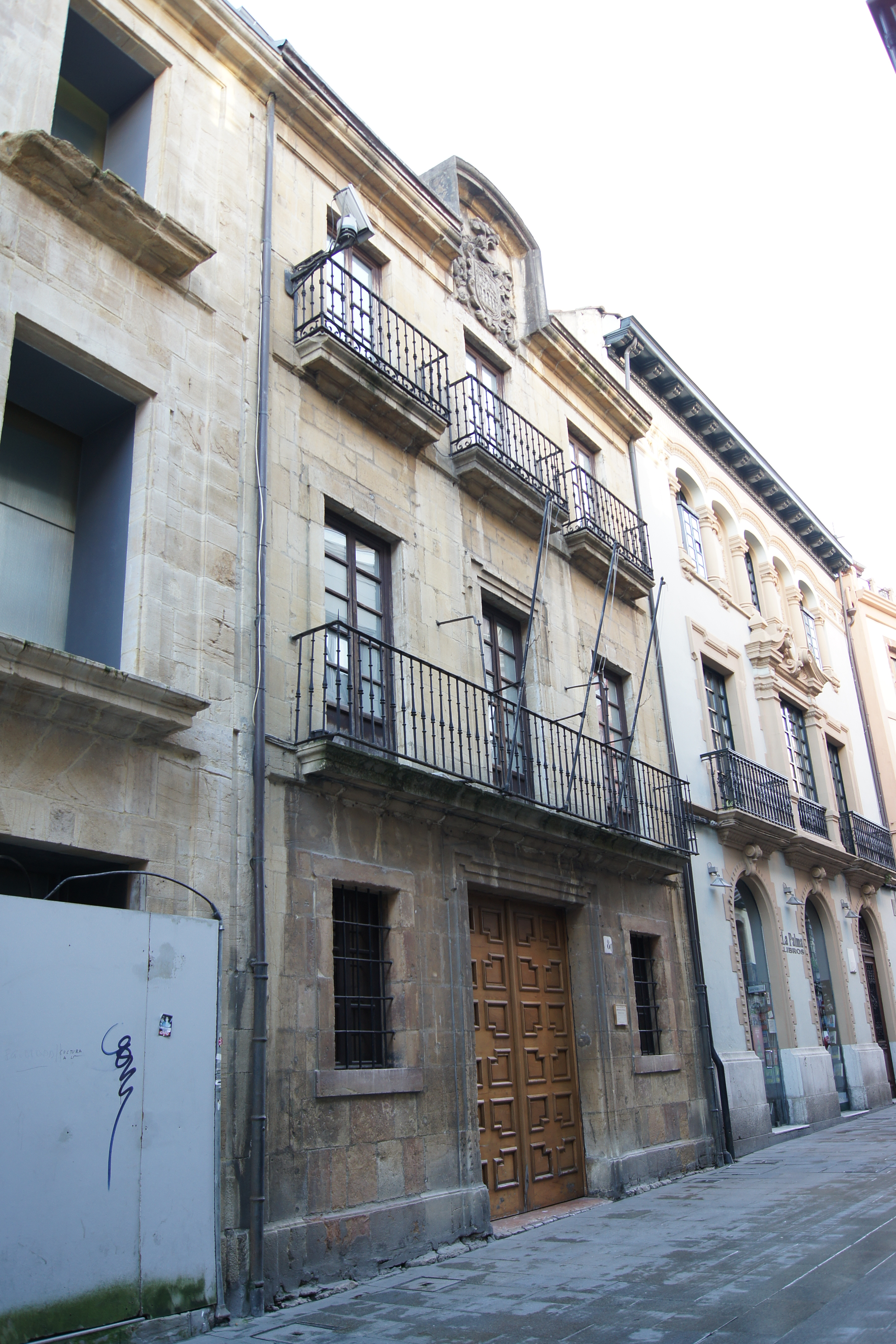
Vista de la Casa de Oviedo-Portal.

La Casa de Oviedo-Portal es un edificio situado en el número 8 de la Calle de la Rúa de la ciudad de Oviedo, Principado de Asturias, España. Construido en el siglo XVII  al mismo tiempo que la contigua Casa de Carbajal-Solís con la que comparte fachada, albergan ambas el Museo de Bellas Artes de Asturias junto con el Palacio de Velarde.

## Situación
La casa se sitúa en la Calle de la Rúa, que junto con la Calle de Cimadevilla, fueron las calles principales y comerciales de Oviedo desde el medievo hasta el siglo XIX cuando fueron desplazadas por la Calle de Uría. En esta calle, los principales linajes y familias ovetenses construyeron sus casas y mantuvieron sus negocios, como atestigua la Casa de la Rúa, la más antigua de la ciudad.

## Historia
La casa fue mandada construir por Fernando de Oviedo-Portal, regidor de la ciudad de Oviedo. No se conocen las fechas de construcción, ni el arquitecto, aunque sí los de la vecina casa de Carbajal-Solís, construida al mismo tiempo, con cuyo dueño,  Juan de Carbajal-Solís, también regidor de la ciudad, firmó un acuerdo el 20 de junio de 1660  sobre los derechos de luz en la parte trasera de las casas ya que el primero pretendía ampliar su casa rebasando las medianeras traseras de las casas de sus vecinos recayentes a la calleja de Santiso. Su relación fue tan estrecha que llegaron también al acuerdo de construir una misma fachada para ambas. El arquitecto de esta fachada y de la casa de Carbajal-Solís fue Melchor de Velasco Agüero y es muy probable que lo fuese también de la de Oviedo-Portal aunque no hay constancia documental de este hecho.
En 1878, los entonces propietarios, los condes de Revillagigedo, decidieron convertirla en casa de vecinos. Las mayores modificaciones, aparte de los tabiques interiores, fueron realizadas en la fachada.
El 18 de mayo de 1982 fue adquirida por la Fundación Pública “Centro Regional de Bellas Artes de Asturias” con el fin de ampliar el Museo de Bellas Artes de Asturias instalado ya en el Palacio de Velarde, efectuándose desde entonces obras de restauración y adaptación, abriéndose al público el 16 de junio de 1986.

## Descripción
La casa ocupa un solar muy estrecho de sólo 9,5 metros de frente, que fue el motivo para alargarla por la parte trasera hasta conseguir ocupar una superficie total de 400 m², obteniéndose una planta muy alargada.
Un patio en el centro de la planta, ocupando todo el ancho de la casa, divide la parte noble recayente a la Calle de la Rúa del resto de dependencias de la casa en la parte trasera, asegurando además, iluminación natural a todas las habitaciones de la casa.
El edificio tiene tres plantas, en la baja, además del zaguán de entrada, estaban situadas las cocinas, despensas, cochera y cuadra. En la primera estaba la parte noble con el salón, las habitaciones principales y el comedor, en la segunda se encontraban el resto de habitaciones y las de la servidumbre y finalmente un desván.
La fachada, plana y sobria, está construida con piedra arenisca, con tres puertas-ventanas con balcón corrido en la primera planta y otras tres en la segunda, en este caso con balcones simples. En la planta baja se abre una puerta ancha suficiente para el paso de carruajes y dos ventanas a los lados.
Antiguamente, en el entrepaño del segundo piso se ubicaba el escudo de armas de la familia que fue desplazado a la cornisa en la reforma de 1878 para abrir la ventana central actual. Asimismo, en esa reforma se rasgaron las ventanas de la planta baja para convertirlas en puertas, modificación que fue revertida cuando la casa se rehabilitó para su nueva función de museo.